# 南都六宗
南都六宗（なんとろくしゅう、なんとりくしゅう）とは、奈良時代、平城京を中心に栄えた日本仏教の6つの宗派の総称。奈良仏教（ならぶっきょう）とも言う。
- 三論宗（さんろんしゅう、中論・十二門論・百論） - 華厳宗や真言宗に影響を与えた
- 成実宗（じょうじつしゅう、成実論） - 三論宗の付宗（寓宗）
- 法相宗（ほっそうしゅう、唯識）
- 倶舎宗（くしゃしゅう、説一切有部）- 法相宗の付宗（寓宗）
- 華厳宗（けごんしゅう、華厳経）
- 律宗（りっしゅう、四分律） - 真言律宗等が生まれた

なお、奈良時代当時から「南都六宗」と呼ばれていたわけではなく、平安時代以降平安京を中心に栄えた「平安二宗」（天台宗・真言宗）に対する呼び名である。当初これらには「法相衆」「華厳衆」などと「衆」の字を充てていたが、東大寺の大仏が完成した頃（748年頃）には「宗」の字が充てられるようになったといわれる。奈良時代には特定宗派のみを奉じる寺院は少なく、南都六宗も独立した宗派というよりは互いに教義を学び合う学派の役割が強く、東大寺を中心に興隆し教学を学び合った。中世に入り、凝然、良遍や叡尊らにより、鎌倉仏教の展開に大きく寄与した。平安時代には東大寺において別院（院家）として真言宗の「真言院」が置かれるなど、次第に密教の影響を受けていくことになる。宗派として現存するのは、法相宗・華厳宗・律宗の三宗のみである。
民衆の救済活動に重きをおいた平安仏教や鎌倉仏教とは異なり、これらの六宗は学派的要素が強く、仏教の教理の研究を中心に行っていた学僧衆の集まりであったといわれる。つまり、律令体制下の仏教で国家の庇護を受けて仏教の研究を行い、宗教上の実践行為は鎮護国家という理念の下で呪術的な祈祷を行う程度であったといわれる。なお、同じく民衆への教下活動を行った行基の師匠も道昭であったといわれる。

## 南都六宗の開祖と中心寺院
| 宗名   | 開祖       | 寺院                             |
| ------ | ---------- | -------------------------------- |
| 三論宗 | 恵灌       | 現存せず                         |
| 成実宗 | 道蔵       | 現存せず（三論宗へ取り込まれた） |
| 法相宗 | 道昭       | 興福寺・薬師寺                   |
| 倶舎宗 | 道昭       | 現存せず（法相宗へ取り込まれた） |
| 華厳宗 | 良弁・審祥 | 東大寺                           |
| 律宗   | 鑑真       | 唐招提寺、西大寺                 |

## 関連文献
- 凝然『八宗綱要』六宗に天台宗、真言宗を併せる。鎌田茂雄訳注で講談社学術文庫ほか
- 平岡定海編書『南都六宗』〈日本仏教宗史論集第二巻〉吉川弘文館
- 大久保良峻編『新・八宗綱要　日本仏教諸宗の思想と歴史』法蔵館